# Anatolij Garanin

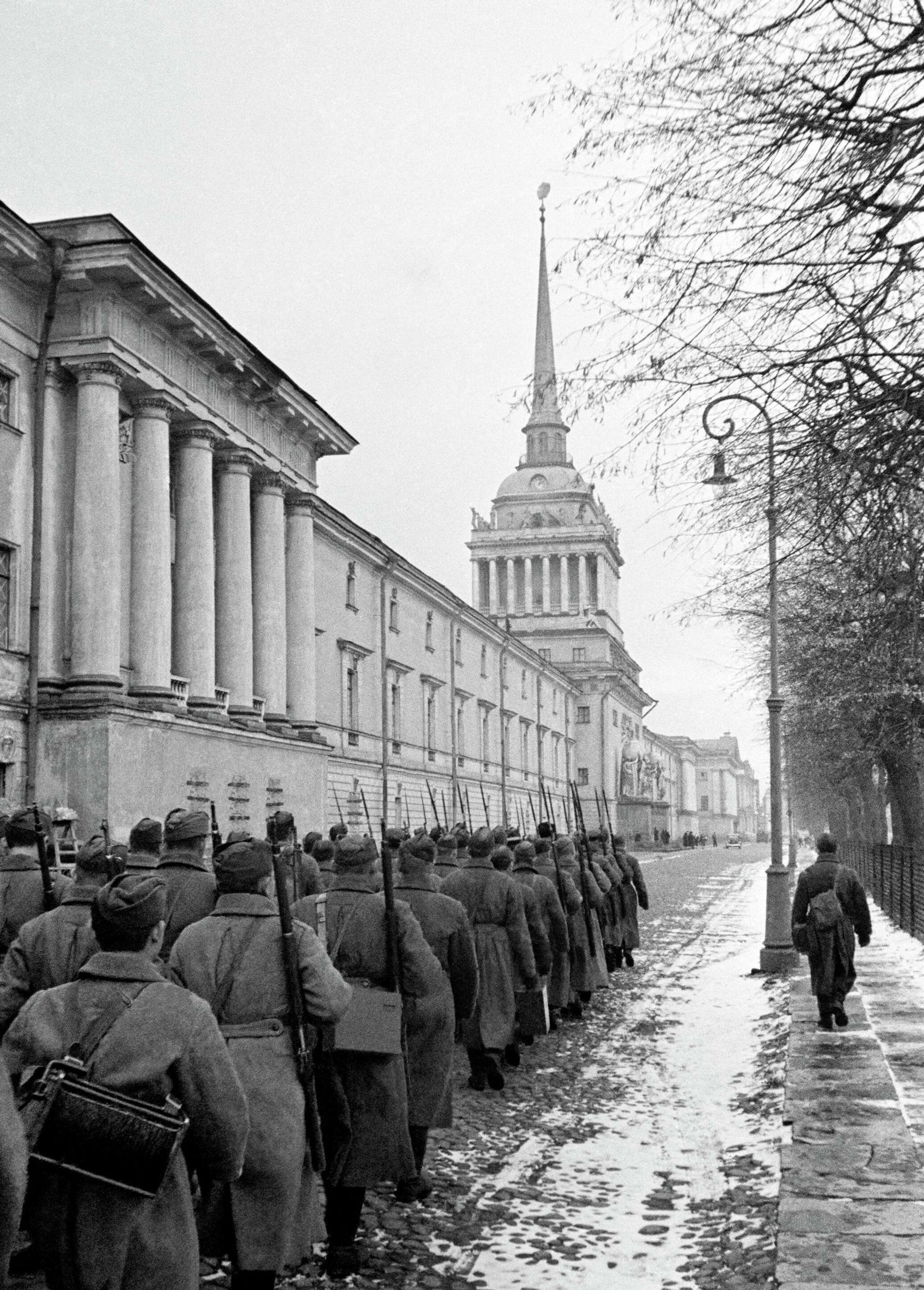
Anatolij Garanin: Vsjevobuč, povinný vojenský výcvik mužů, Leningrad, 9. října 1941

Anatolij Garanin (rusky Анатолий Сергеевич Гаранин) (10. června 1912 – 7. dubna 1990) byl sovětský novinářský fotograf.

## Život
Ve třicátých letech 20. století pracoval v Moskvě pro řadu novin a časopisů. Během Velké vlastenecké války byl korespondentem novin „Frontovaja Ilustracija“. Dokumentoval boj sovětské armády na různých frontách. Jeho nejlepší díla popisují skutečné bojové prostředí. Snímek „Smrt vojáka“ se stal jedním z předních klasických děl reportážní fotografie.
V poválečných letech se jeho tvůrčí činnost vztahovala k časopisu Sovětskij sojuz, kde byl jedním z předních fotografů tohoto magazínu.
Byla mu udělena řada ocenění, medailí a řádů.

## Knihy, na kterých Anatolij Garanin spolupracoval
- Another Russia, Thames&Hudson, London 1986 (rusky)

## Galerie

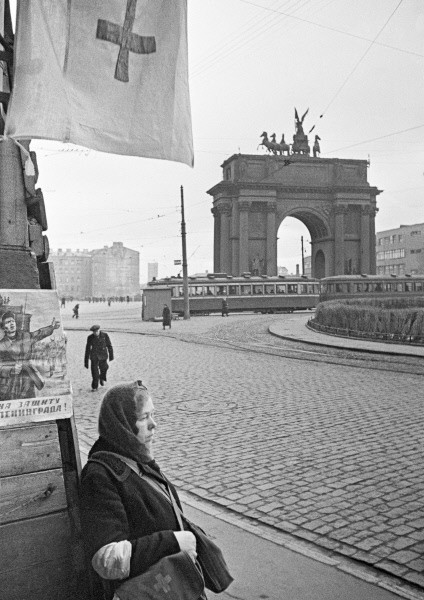
První pomoc, Leningrad
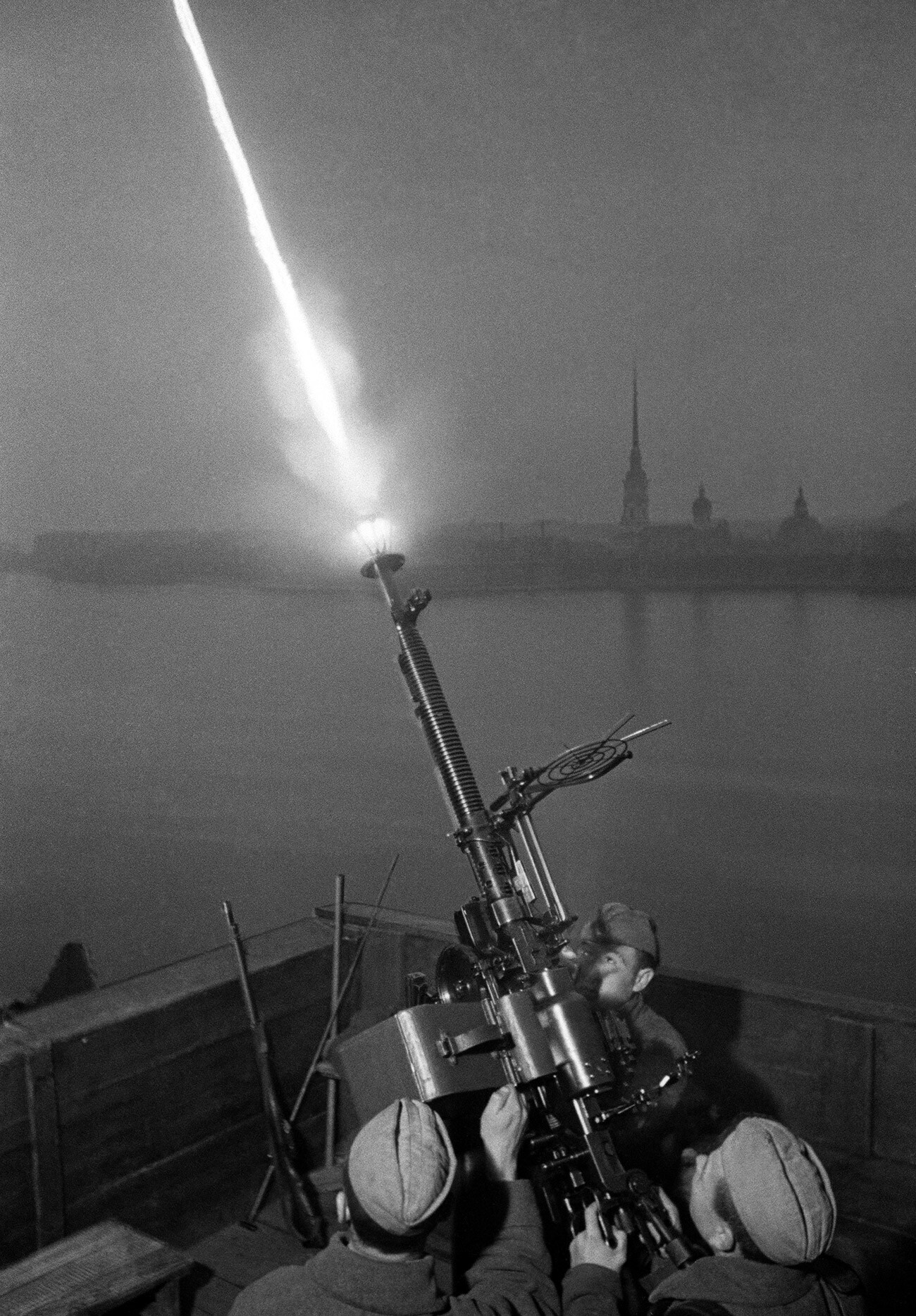
Protiletadlová zbraň střílí na nepřátelské letouny
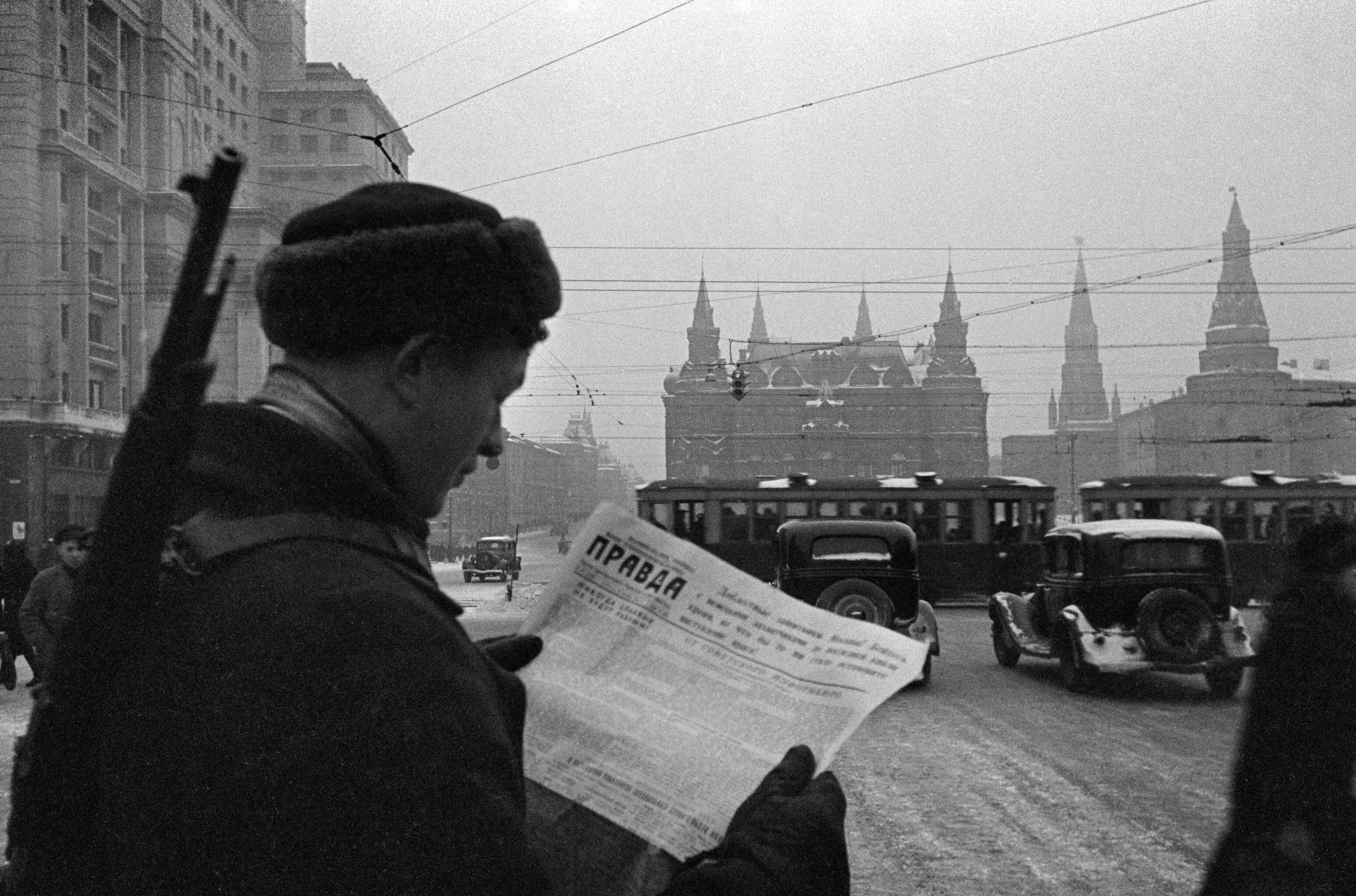
Život ve městě během války, Moskva říjen – prosinec 1941
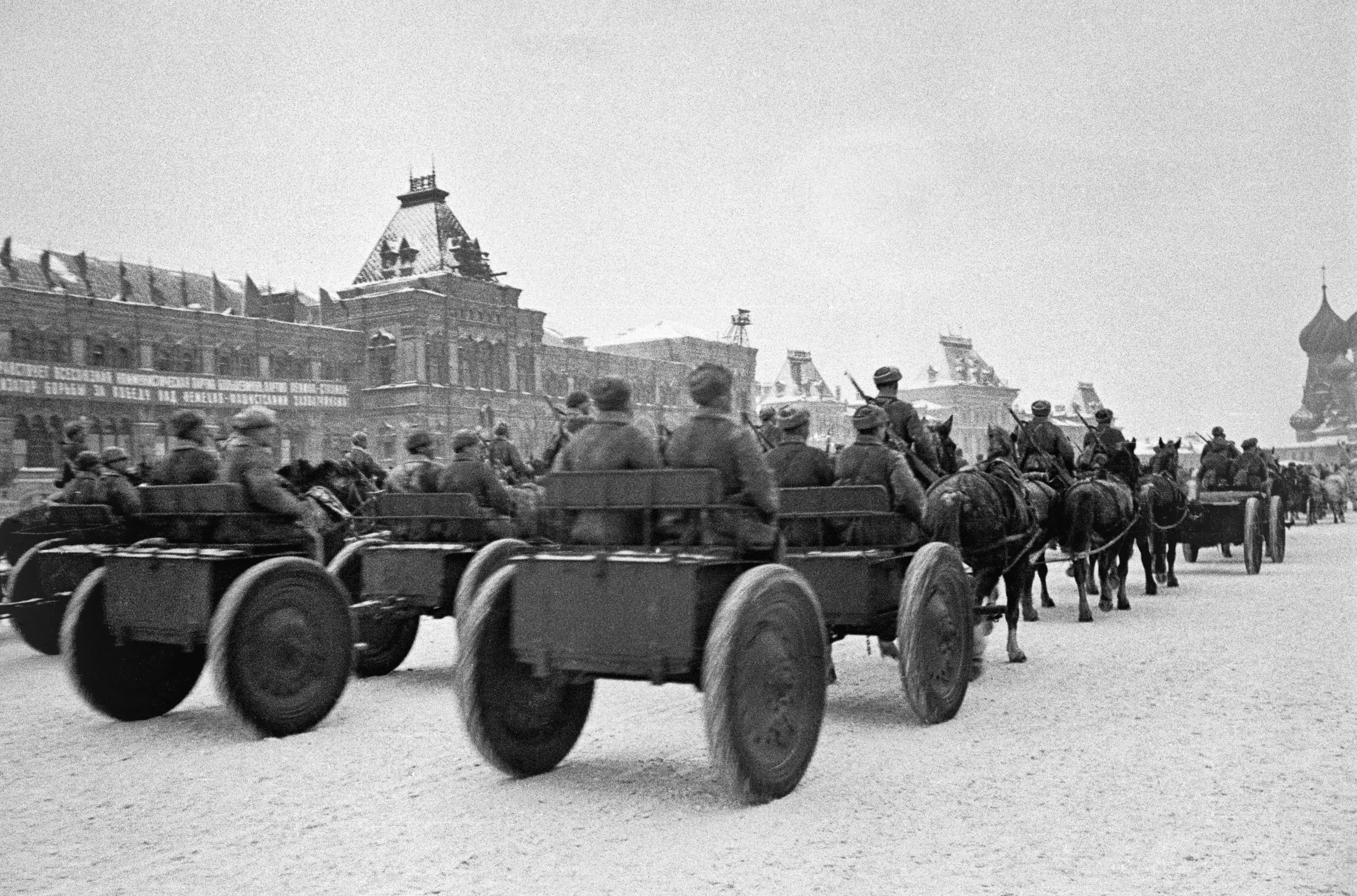
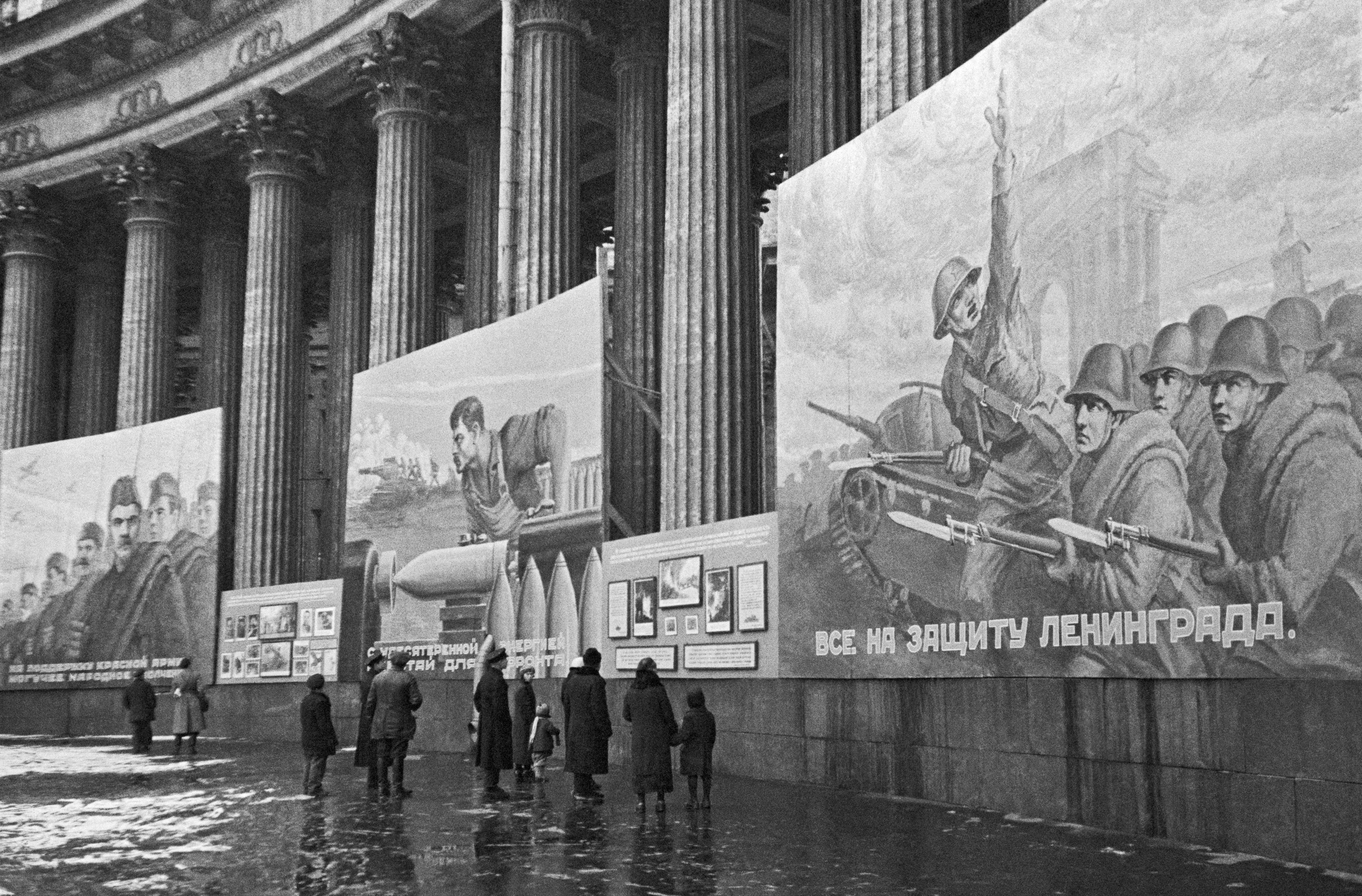
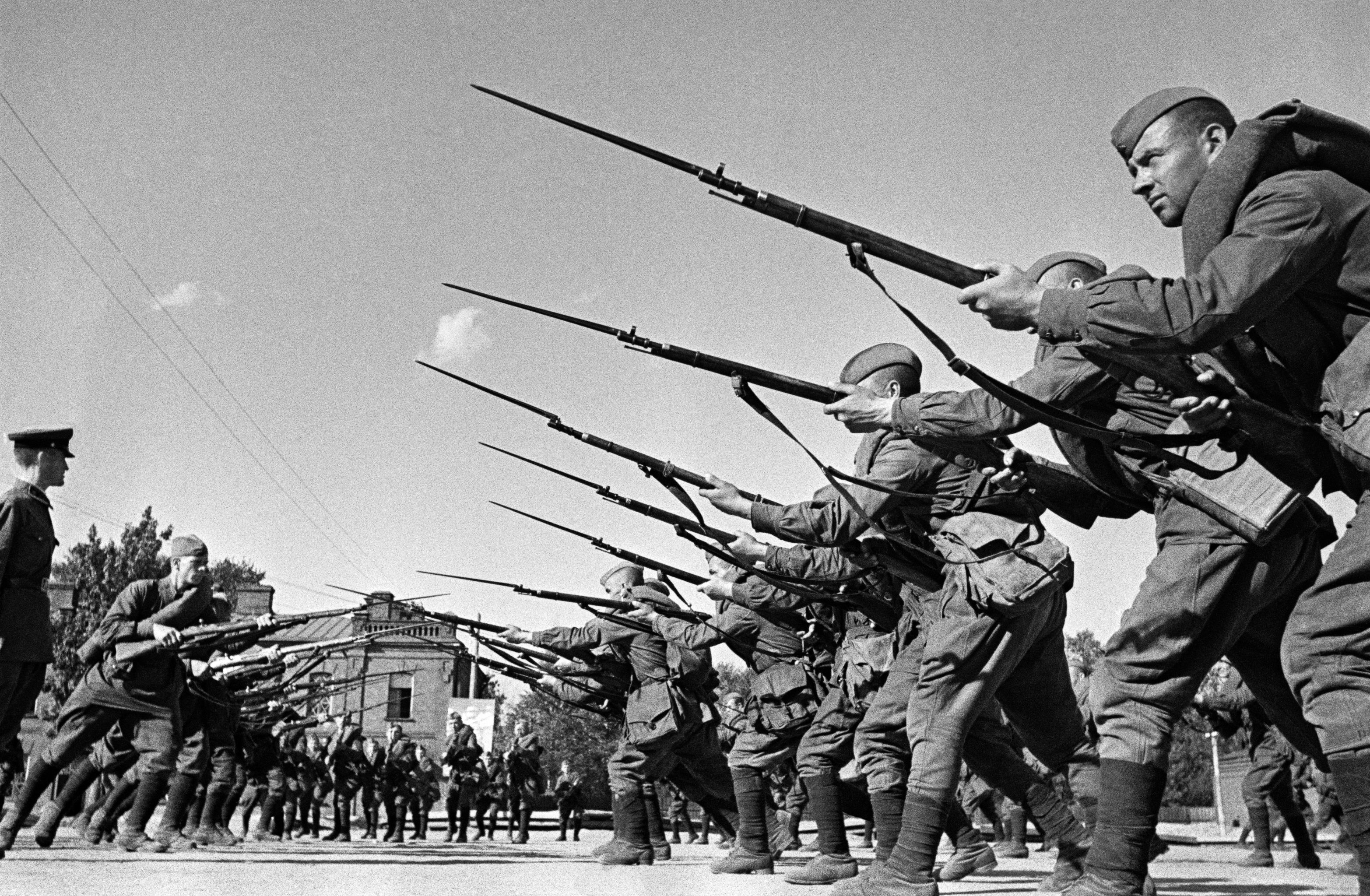
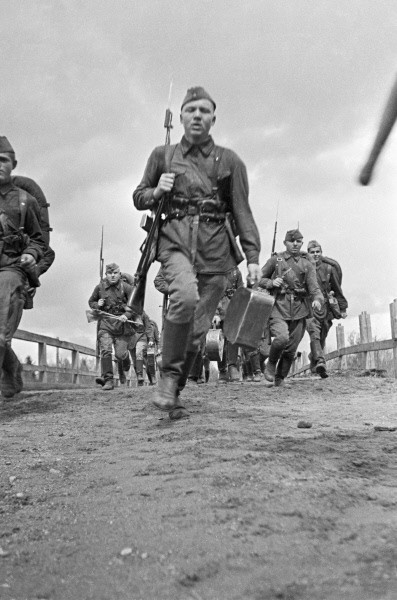
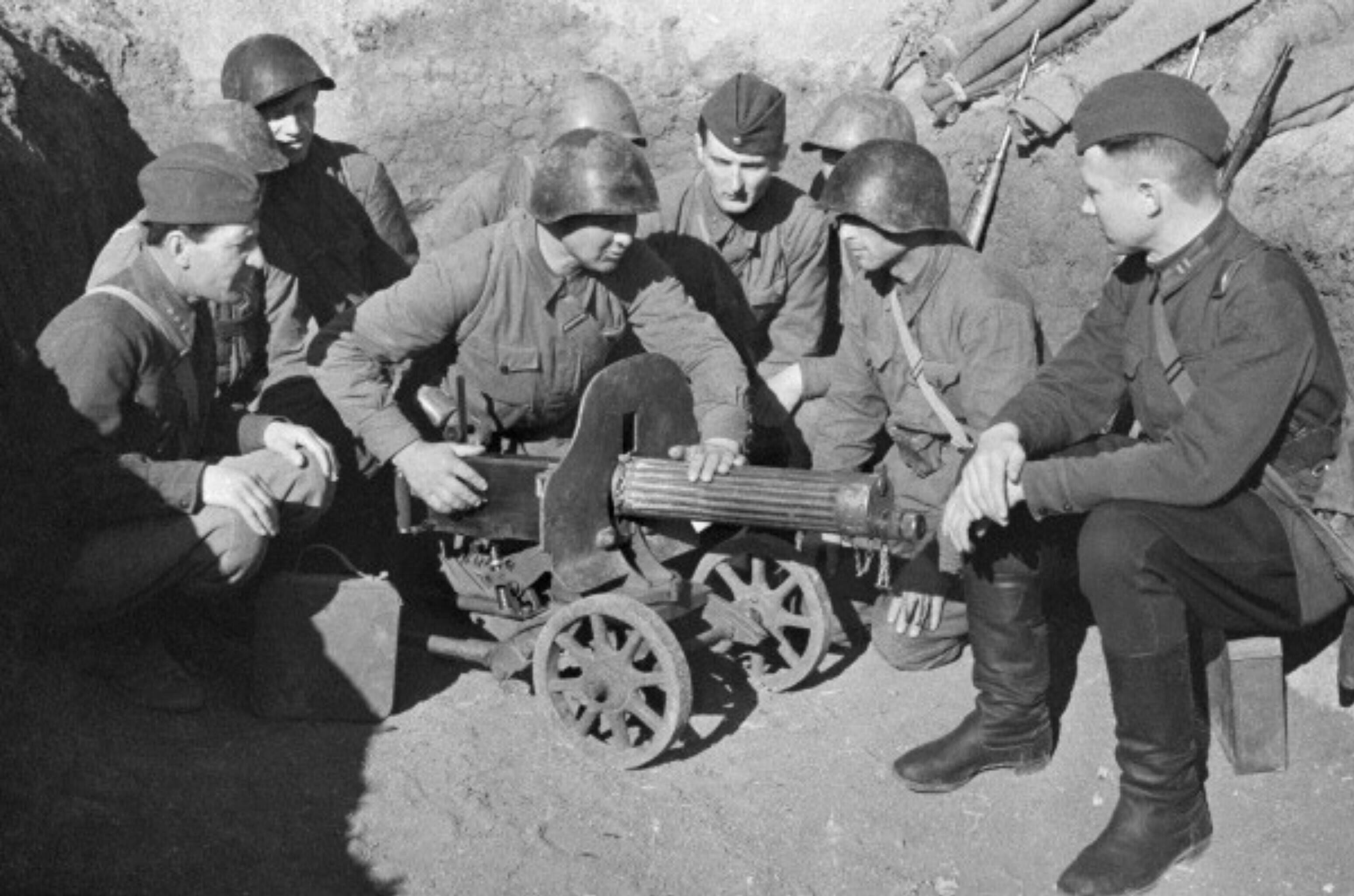